# Bevinakatti, Ron
Bevinakatti là một làng thuộc tehsil Ron, huyện Gadag, bang Karnataka, Ấn Độ.